# Coral Catalana de Caracas
La Coral Catalana de Caracas, fundada per Joan Gols i Soler el 1942, va ser la primera institució catalana a la capital de Veneçuela. L'any 1943 va fer un concert en pro d'un bust per a Andrés Bello i a l'any següent oferí un altre concert al president del país, Isaías Medina Angarita. Es presentà oficialment el 1944, en el Teatre Municipal de Caracas. En constituir-se el Centre Català de Caracas (1945) la coral s'hi integrà com a secció. En morir el fundador, el 1947, el rellevà el seu fill, Marçal, que canvià el nom de la institució pel de Coral Joan Gols. El 1955, la coral acompanyà un concert de l'Orquestra Simfònica de Veneçuela. El 1966, en ocasió dels Jocs Florals de la Llengua Catalana que aquell any se celebraren a Caracas, la coral dotà un premi de 350 bolívars a la millor composició musica. En l'actualitat (2012) la coral del Centre porta el nom de Coral Dolça Catalunya, i des del 2007 la dirigeix Albert Grau i Dolcet (premi 2008 de l'Institut de Projecció Exterior de la Cultura Catalana. El 2012, la coral va ser seleccionada per la Federació Internacional d'Entitats Catalanes com a candidata a ser un dels "7 Tresors del Patrimoni Cultural de la Catalunya Exterior".
L'any 1952 en debutà una secció filial, l'Esbart Dansaire, amb una actuació a l'auditori del Centro Andrés Bello. A l'any següent participà en el seu primer festival folklòric, amb ocasió del desè aniversari del Centro Canario. Actuà al Teatro Municipal en ocasió dels Jocs Florals de la Llengua Catalana de Caracas, el 1966. El 1989 adoptà el nom d'Esbart Dansaire Terra Nostra.